# Joan Baptista Fabre
Joan Baptista Fabre (Someire, Provença 1727 - Cèlanòva (Montpelhièr), Llenguadoc 1783) fou un eclesiàstic i escriptor occità, alhora que un humanista culte. Tot i que la major part de la seva obra és escrita en francès, ha transcendit la que va escriure en occità, de manera que ha estat per això considerat com un dels precursors del renaixement occità que va dur a terme el Felibritge.
Escriví comèdies (L'Opera d'Aubais, Lo tresaur de Substancion) i la novel·la Istòria de Joan-l'anpres (1760), sobre la vida camperola; en vers escriví L'Odissèa travestida (1769) i L'Eneïda de Cèlanòva (1770), on transportà herois i fets èpics a un medi rural. Lo Sèti de Cadarossa (El setge de Cadarossa, 1774), poema heroicocòmic, és una sàtira rabelaisiana del clergat i dels monjos. La seva obra francesa és abundant i en una gran part inèdita.